# Bakteriemi
Bakteriemi betyder förekomst av bakterier i blodet. Blodet är i normalfallet en steril miljö varför bakteriemi är potentiellt mycket farligt. Bakteriemi kan bland annat leda till blodförgiftning (sepsis) och kräver då antibiotikabehandling.
Bakteriemi kan uppkomma genom sår som släpper in bakterier i blodbanorna. Detta kan exempelvis hända efter tandvårdsbehandling. Ju mer bakterier i munnen om tandköttet börjar blöda, desto mer bakterier kommer att komma in i blodet, också om det sker under den dagliga tandhygienen. Omkring 1 % har fortfarande bakterier i blodet tio minuter efter en tandutdragning. Det sker också ofta vid endoskopi och endoskopisk behandling. Bakteriemi kan vidare uppkomma vid infektionssjukdomar som lunginflammation eller urinvägsinfektion.
Bakteriemi ökar risken för infektiös endokardit, meningit, osteomyelit, perikardit, och artrit, samt sepsis. Risken ökar om man har nedsatt immunförsvar.